# Aphyodite
Aphyodite is een monotypisch geslacht van straalvinnige vissen uit de familie van de karperzalmen (Characidae).

## Soort
- Aphyodite grammica Eigenmann, 1912